# Slow drag
Un slow drag est un type de ragtime, et également une danse américaine. Des compositeurs de ragtime en firent publier, notamment Scott Joplin. Le "slow drag" se caractérise par un tempo plus lent que les rags classiques.

## Exemples
- Sunflower Slow Drag (1901) de Scott Joplin et Scott Hayden
- Peaceful Henry (1901) de Harry Kelly
- Palm Leaf Rag (1903) de Scott Joplin
- Heliotrope Bouquet (1907) de Scott Joplin et Louis Chauvin
- A Real Slow Drag (1913) de Scott Joplin